# Anchistylis elegans
Anchistylis elegans is een zeekommasoort uit de familie van de Diastylidae. De wetenschappelijke naam van de soort is voor het eerst geldig gepubliceerd in 1991 door Bacescu & Petrescu.